# Hamois
Hamois (wa. Hamwè) – miejscowość i gmina w południowo-wschodniej Belgii, w Regionie Walońskim, w prowincji Namur, w okręgu Dinant. 1 stycznia 2024 roku liczyła 7469 mieszkańców.  

## Podział administracyjny
W skład gminy wchodzi sześć dzielnic (section):
- Achet
- Emptinne
- Mohiville
- Natoye
- Schaltin
- Scy